# Taira concava
Taira concava là một loài nhện trong họ Amaurobiidae.
Loài này thuộc chi Taira. Taira concava được miêu tả năm 2008 bởi Zhang, Zhu & Da-xiang Song.